# 大天五事
大天五事，是關於阿羅漢餘習和證道機緣的五種說法，最早見於說一切有部《發智論》的記載，《大毘婆沙論》稱其是大天比丘所提出，因僧眾對五事的意見分歧而導致佛教根本分裂。《大毘婆沙論》稱支持五事者成立為大众部，《異部宗輪論》稱此次根本分裂發生在大約佛陀涅槃百年後，此後百年又有同名“大天”提出同樣“五事”，在印度南部創立制多部。

## 五事
迦旃延尼子《發智論》記載了五事，《大毘婆沙論》稱其為「假名比丘所起惡見」並做了解說駁斥：
| 《發智論》                     | 《大毘婆沙論》                                                                                     |
| ------------------------------ | -------------------------------------------------------------------------------------------------- |
| 有阿羅漢，天魔所嬈，漏失不淨。 | 彼不淨，從煩惱生，而說天魔所嬈故出。                                                               |
| 有阿羅漢，於自解脫，猶有無知。 | 阿羅漢，於自解脫，由無漏智見，已離無知，而說猶有無知，則撥無彼無漏智見。                           |
| 有阿羅漢，於自解脫，猶有疑惑。 | 阿羅漢，於自解脫，由無漏道，已斷疑惑，而說猶有疑惑，則撥無彼道。                                   |
| 有阿羅漢，但由他度。           | 阿羅漢，實自證，得無障、無背、現量慧眼，身證自在，非但由他，而得度脫，然說但由他故得度，則謗聖道。 |
| 道及道支，苦言所召。           | 諸聖道，要修方得，而說苦言能召令起。                                                               |

《發智論》稱“餘所誘”和“道因聲故起”是非因計因的戒禁取，“無知”、“猶豫”和“他令入”是誹謗阿羅漢的邪見。南傳赤銅鍱部《論事》有相似的五事記載，但未提及大天這個人物，覺音註釋稱“餘所誘”和“道因聲故起”為東山住部和西山住部的邪執，“無知”、“猶豫”和“他令入”為東山住部的邪執。
窺基《瑜伽師地論略纂》記載：
|  | 大天名高德大，果證年卑，王貴欽風，僧徒仰道。既而卓牢無侶，遂為時俗所嫉，謗之以造三逆，加之以增五事。大天頌言：“餘所誘、無知，猶豫、他令入，道因聲故起，是名真佛教。”大天解言： 1. 諸阿羅漢，煩惱、漏失，二事俱無，為魔所誘，或以不淨塗污其衣，乍如漏失。…… 2. 諸見諦者，煩惱理疑，雖皆斷盡，疑杌為人，事疑猶在。…… 3. 無知有二，謂染、不染，諸阿羅漢，染者皆盡，不染猶在。…… 4. 舍利子等，諸利根者，尚因善友，令其入道，餘因令入，其事不惑。…… 5. 諸宿習者，修已多生，臨證果時，因佛言教說苦空等，聞便入道，證獲聖果，若不說苦聲深厭，聖道無由得起。 |

| 偈頌           | 自釋 |
| -------------- | --- |
| 餘所誘（）     | 阿罗汉虽已无烦恼和煩惱導致的不净漏失，但由於恶魔诱惑梵行者，仍可能有不净之物如遗精、便利、涕唾等染污其衣，如同漏失一樣。           |
| 無知（）       | 无知有染污及不染污二种，阿罗汉證得无漏智見，斷盡染污无知，仍可能有不染污无知。                                                     |
| 猶豫（）       | 疑有“随眠性”疑与“是人是杌”疑二种，見諦者證得無漏道，斷盡煩惱理惑，仍可能有世俗事物疑惑现前，如疑杌樹為人。                         |
| 他令入（）     | 利根者也须依他人之因緣，方能入道，如舍利弗、目犍连等智慧利根之人，亦须依善友馬勝比丘的啟迪，才能皈依佛陀教法。                     |
| 道因聲故起（） | 宿習者已經修習多生，在臨證果之時，仍因佛陀言教說“苦空”等法，聽聞後就能立即入道證得沙門果；如果不說苦等使其深厭諸行，圣道不能现起。 |

褒貶迥異的二種記載中，“無知”和“猶豫”的對象不同，“他令入”的主體不同，“道因聲故起”的行為不同；“餘所誘”的論述是一致的，諍論點是“不淨從外因誘惑出”還是“不淨從內因煩惱出”，此事在律藏中僅見於《毘尼母經》中薩婆多尊者的論述。“餘所誘”是大眾部和分別說部宗義“阿羅漢無退義”和說一切有部宗義“阿羅漢有退義”之間根本分歧的具體實例體現。

## 根本分裂
唐朝玄奘譯《大毘婆沙論》記載，在摩揭陀國華氏城雞園寺中，比大天更資深的比丘都已去世，輪到大天成為上座主持布薩誦戒；大天誦出自造五事偈頌，部分僧眾反對而起諍論，支持大天者人數多，故國王呵責少數派僧眾，少數派因而遷居迦濕彌羅國。《異部宗輪論》記載支持大天五事教義的部派有：大眾部、多聞部、制多山部、西山住部、北山住部，以及雪山部。唐朝玄奘譯《異部宗輪論》記載因五事導致的根本分裂發生在孔雀帝國阿育王時代。
佛滅第三百年初（即佛滅二百多年後），迦濕彌羅國支持大天五事的“本上座部”避居雪山改名雪山部後，擁戴《發智論》並反對大天五事者成立了著名的說一切有部。雪山部認可大天五事，究其原因，要么是雪山部忘卻了傳統，要么是五事諍論實際上發生在最早記載五事的《發智論》所處的時代。

## 大天因緣
姚秦失譯的《十八部論》和陳朝真諦譯《部執異論》中，佛滅百年後提出五事導致根本分裂的是三比丘或外道。唐朝玄奘譯《大毘婆沙論》補充記載了五事的“大天因緣”，稱其為因大天比丘惡行而起的惡見，他出家前淫母殺父、殺阿羅漢、殺母，出家後妄稱上人，並在弟子追問下立五惡見而破和合僧。
| 惡行 | 惡見 |
| --- | --- |
| 彼後既出，在僧伽藍，不正思惟，夢失不淨，然彼先稱是阿羅漢，而令弟子浣所污衣。弟子白言：阿羅漢者，諸漏已盡，師今何容猶有斯事？                                                           | 大天告言：天魔所嬈，汝不應怪，然所漏失，略有二種：一者、煩惱，二者、不淨。煩惱漏失，阿羅漢無，猶未能免不淨漏失。所以者何？諸阿羅漢，煩惱雖盡，豈無便利涕唾等事，然諸天魔，常於佛法而生憎嫉，見修善者，便往壞之，縱阿羅漢，亦為其嬈故，我漏失，是彼所為，汝今不應有所疑怪。是名第一惡見等起。 |
| 又彼大天，欲令弟子歡喜親附，矯設方便次第，記別四沙門果。時彼弟子稽首白言：阿羅漢等，應有證智，如何我等都不自知？                                                                       | 彼遂告言：諸阿羅漢，亦有無知，汝今不應於己不信。謂諸無知，略有二種：一者、染污，阿羅漢已無，二者、不染污，阿羅漢猶有，由此汝輩不能自知。是名第二惡見等起。 |
| 時諸弟子復白彼言：曾聞聖者已度疑惑，如何我等於諦實中猶懷疑惑？ | 彼復告言：諸阿羅漢，亦有疑惑，疑有二種：一者、隨眠性疑，阿羅漢已斷，二者、處非處疑，阿羅漢未斷，獨覺於此，而猶成就，況汝聲聞，於諸諦，實能無疑惑，而自輕耶。是名第三惡見等起。 |
| 後彼弟子披讀諸經，說阿羅漢有聖慧眼，於自解脫，能自證知。因白師言：我等若是阿羅漢者，應自證知。如何但由師之令入？都無現智，能自證知。                                                   | 彼即答言：有阿羅漢，但由他入，不能自知，如舍利子，智慧第一，大目乾連，神通第一，佛若未記，彼不自知，況由他入，而能自了，故汝於此不應窮詰。是名第四惡見等起。 |
| 然彼大天雖造眾惡，而不斷滅諸善根故，後於中夜，自惟罪重，當於何處受諸劇苦，憂惶所逼，數唱苦哉。近住弟子聞之驚怪，晨朝參問：起居安不？大天答言：吾甚安樂。弟子尋白：若爾，昨夜何唱苦哉？ | 彼遂告言：我呼聖道，汝不應怪，謂諸聖道，若不至誠稱苦召，命終不現起，故我昨夜數唱苦哉。是名第五惡見等起。 |

此節所載“由他入不能自知”與前文的“但由他而得度脫”有差異。《大毘婆沙論》更記載稱大天去世後，火化時無法點燃，後澆上狗屎才迅速燒成灰燼，骨灰被大風吹散無遺。
唐朝玄奘譯《異部宗輪論》記載佛滅百年後提出五事者為大天比丘，在佛陀入滅兩百年後，又有一位大天曾是外道，於大眾部中出家，他也被稱為「賊住大天」，他重新宣揚“大天五事”學說，導致諍論和部派分裂。他居住在制多山中，因此他的部派被稱為制多部。

## 折衷評斷
後世學者或有承襲“大天因緣”而作出折衷評斷，擇可通之事理以釋五事，並許為事實，而大天本人是虛妄開脫。
真諦《部執異論疏》：
|  | 大天所説五事，亦有虚實，故共思攝：一者、魔王天女，實能以不淨染羅漢衣。二者、羅漢，不斷習氣，不具一切智，即爲無明所覆。三者、須陀洹人，於三解脱門，一無不自證，乃無復疑，於餘事中，猶有疑惑。四者、鈍根初果，不定自知得與不得，問善知識：「得須陀洹有若爲事相？」知識爲説：「有不壞淨，謂：若於四諦無疑，於戒無失，三寶得不壞信者，此人已證初果。」因更自觀察，自審知得。五者、聖道亦有因言顯者，如舍利弗等，當口誦偈時，即得聖道。若不如此，説者即名爲虚。 |

吉藏《三論玄義》：
|  | 摩訶提婆自作偈言：餘人染污衣，無明疑他度，聖道言所顯，是諸佛正教。以此一偈安置戒後，布薩誦戒竟，亦誦此一偈。此偈有五事：一、餘人染污衣者，提婆不淨出污衣，而誑弟子言：我是阿羅漢，實無不淨，但是天魔女，以不淨污羅漢衣，故云餘人染污衣。然此一語，有虛有實：其實是凡夫，誑弟子說如上事，是故為虛；魔女實能以不淨污羅漢衣，是故為實。其眾諍其所說，或虛或實，故分二部。二云、無明者，然羅漢乃無三界受生無明，而有無知習氣無明，故云無明。時眾或言羅漢有無明，或言無無明，因此起諍，故分二部。三云、疑者，須陀洹果乃於三解脫門無疑，而於外事有疑，故云疑也。四、他度者，鈍根初果而不自知得初果，問善知識，善知識為說：於三寶、四諦無疑是初果相，其自觀察，方知得初果，故云他度。五、聖道言所顯者，然得聖道時，亦有言所顯，如身子當口誦偈時，即得初果，故云言所顯。時眾諍此五義，或是或非，故成二部也。 |

## 學術研究
有研究認為，大天五事主張阿羅漢功德不圓滿，按照大乘佛教教義，五事中的「為餘所誘」、「猶有無知」、「亦有猶豫」都是習氣，影響了大乘佛教唯識學的「種子」與「不染汙無知」的說法。